# キッキングホース★ラプソディ
『キッキングホース★ラプソディ』は、2010年11月26日にALcotハニカムより発売された日本のアダルトゲームである。
ALcotハニカムの第4作目に当たる作品である。予約を行うと、オープニング・エンディング・BGMを収録したオリジナルサウンドトラックが付属した。2012年10月26日には普及版が発売された。
本作は他者の恋路を応援する「キッキングホース・ラプソディ」や、アンチカップルを掲げる対立組織「恋路お邪魔団」の活動を描いており、甘い恋愛を楽しむカップルたちだけでなく、そうならなかった者たちにも焦点が当てられている。まｔ、あサブキャラクターの出穂を演じた藤咲ウサは2016年のブログ記事の中で、本作はミドルプライス作品であるためキャラクター数は少ない分、キャラクター一人一人を深く掘り下げた作品であると語っている。

## あらすじ
主人公の吉居草太は「キッキングホース・ラプソディ」という組織に所属し、他人の恋路を手助けしてきた。しかし、仲間は2人とも女子で、草太も恋愛に興味があるため、他人の恋愛の手助けばかりをする生活に疑問を持ち始めた。仲間の少女たちとはどんどん仲が良くなり、敵対するお邪魔団の少女とも、話をできるようになる。

## 登場人物

### メインキャラクター
吉居 草太（よしい そうた）
誕生日：11月22日
身長：173cm、血液型：O型
主人公であり、キッキングホース・ラプソディの1号。聞き上手であり、ツッコミ役。父親がいないため、母親を大事にしている。しかし、そのことを他人に知られると、マザコン扱いされないかと内心で恐れている。
織奈 のばら（おりな のばら）
声 - 民安ともえ
誕生日：6月30日
身長：149cm、血液型：AB型、スリーサイズ：89(F)/57/85
ヒロイン。主人公のクラスメイトであり、キッキングホース・ラプソディの2号である。一見、お嬢様のような外見をしているが、家が貧しい苦労人である。年の離れた弟妹がおり、甲斐甲斐しく世話を焼いている。志乃とは親友の関係である。
辻 志乃（つじ しの）
声 - 日向苺
誕生日：8月21日
身長：164cm、血液型：O型、スリーサイズ：78(A)/58/80
ヒロイン。主人公のクラスメイトであり、キッキングホース・ラプソディの3号である。のばらとは親友の関係である。人付き合いが得意で、キッキングホース・ラプソディのムードメーカー的存在である。ませているところがあり、主人公が童貞であることをからかうことがある。
芹摘 聖（せりつむ ひじり）
声 - 藤森ゆき奈
誕生日：10月16日
身長：158cm、血液型：A型、スリーサイズ：82(C)/59/84
ヒロイン。主人公とは違う学園に通う女の子。キッキングホース・ラプソディの対立組織である、恋路お邪魔団のボスを務めている。 学年は主人公達より一つ下である。一見、優等生風な外見をしているが、実態は学業も含めあらゆる面で普通であり、そんな自分のことを嫌っている。しかし、カラダは非凡以外のなにものでもなく、いわゆる名器である。
槇之園 出穂（まきのその いずほ）
声 - 藤咲ウサ
誕生日：1月20日
身長：160cm、血液型：B型、スリーサイズ：85(D)/60/87
キッキングホース・ラプソディの創始者で、メンバーからは「たいちょー」と呼ばれている。駅前の高層マンションの最上階に住んでいたり、ときどき一人称が「わたくし」になるなど、お嬢様であることが示唆されている。しかし、普段はやる気がなく、自室でだらけており、メンバーたちからはあまりよく思われていない。

## 開発
サブキャラクターの槇之園 出穂役にはオーディションで新人の藤咲ウサが起用された。藤咲にとっては初めてのオーディションであり、あまりの嬉しさに台本を何度も読んだと2016年のブログ記事の中で振り返っている。前述のブログ記事や後年のインタビューにおいても印象に残った役のひとつとして挙げている。出穂はあらゆる場面に現れてはかき回すタイプのキャラクターだったため、演じていて楽しかったと藤咲は振り返っている。また、キャラクターソングの歌唱も彼女にとって初めてであり、歌唱に際してはどうすべきか悩んだが、お嬢様らしく歌ってほしいと言われてそのようにしたとブログ記事の中で振り返る一方、セリフではいつものけだるげな様子に戻ったとも話している。

## 関連商品
おやすみなさい、キッキングホース★ラプソディ！
2011年10月2日にDreamParty東京2011秋にて先行発売。

## スタッフ
- 原画 - ミヤスリサ
- 企画・シナリオ - 保住圭
- プロデュース - 宮蔵
- BGM - Manack

## 主題歌
OPテーマ「Summer days rhapsody」
作詞 - TERRA / 作曲 - a2c / 編曲 - MintJam / 歌 - 民安ともえ
EDテーマ「ビタミンラブ」
作詞 - marie / 作曲・編曲 - Manack / 歌 - 真理絵